# Polly Feigl
Polly Feigl é uma bioestatística americana conhecida pelo seu trabalho em distribuições de sobrevivência de pacientes com taxas de sobrevivência variadas exponencialmente distribuídas e em ensaios clínicos para cancro. Ela é professora emérita de bioestatística na Universidade de Washington.

## Educação
Feigl formou-se em matemática na Universidade de Chicago, com mestrado e doutoramento em estatísticas da Universidade de Minnesota.

## Livro
Feigl é o co-autora, com Johannes Ipsen, de Bancroft's Introduction to Biostatistics (2ª edição, Harper and Row, 1971), uma edição revisada de um livro de 1957 amplamente utilizado por Huldah Bancroft.

## Reconhecimento
Fiegl foi nomeada Fellow da American Statistical Association em 1979.